# 小尾敏夫
小尾 敏夫（おび としお、1947年 - ）は、日本の国際情報通信学者。早稲田大学名誉教授。

## 略歴
東京都生まれ。本姓・中村。1971年慶應義塾大学経済学部卒、1973年同大学院修士課程修了、2008年「情報通信産業の国際競争力および交渉力に関する研究」で早稲田大学博士（国際情報通信学）。1973年国連開発計画企画官、国際連合（UNDP）エコノミスト、1977年コロンビア大学主任研究員、1988年労働大臣秘書官、1990年文教大学情報学部教授、2001年早稲田大学客員教授、2002年同教授、2010年早稲田大学国際学術院（大学院アジア太平洋研究科）教授。2018年定年、名誉教授となる。

## 著書
- 『株式会社アメリカ 政府と産業界の協調構造』サイマル出版会 1981
- 『国際関係から見た日米問題』国際開発ジャーナル社 1984
- 『クラッシュジャパン 日本を叩け! 本気で怒り出したアメリカ株式会社』学陽書房 1985
- 『ジャパンシフト 大転換するアメリカ対日戦略』ティビーエス・ブリタニカ 1987
- 『BIG2新日米分担時代の幕開け』太陽企画出版 1987
- 『アメリカ大統領選挙と日米関係 ワシントン政治の全貌』財界通信社 1988
- 『新通商法の脅威 日米経済摩擦は新たな段階に入った』ダイヤモンド社 1989
- 『ブッシュ政権の全貌と対日戦略 緊迫する日米関係 ワシントン、ニューヨーク、ボストン、シカゴ、カリフォルニアからの現地報告』財界通信社 1989
- 『選択の時 日米-破局か共存か』世界文化社 1991
- 『ロビイスト アメリカ政治を動かすもの』1991 講談社現代新書
- 『EC統合北米FTAウルグアイ・ラウンドのすべて 世界経済の3大変革を検証する』財界通信社 1992
- 『日米官僚摩擦』講談社 1992
- 『日本が消滅する日 貿易立国ニッポン孤立への恐怖のシナリオ』ワニブックス 1993
- 『襲われる日本 アメリカ対日強硬戦略の読み方』東洋経済新報社 1994
- 『マルチメディアで変わる政治の未来』NTT出版 1995
- 『NTT最後の選択』講談社 1996
- 『通信新時代の海図』日経BP社 1996
- 『情報通信ビッグバン日本の戦略』時事通信社 1998
- 『「図説」デジタル・ネット産業革命 ITで伸びる産業・勝つ企業』PHP研究所 2000
- 『iモードの挑戦 モバイル・インターネットが世界を変える・日本を強くする』PHP研究所 2000

### 共編著・監修
- 『ジャパンロビー 日米経済関係の忍者たち・超大国アメリカを動かす法』古森義久共著 エール出版社 1980
- 『クリントンの対日戦略 日本を標的としたアメリカの反撃』今村勝征共著 ダイヤモンド社 1993
- 『クリントン新政権と日米関係』総監修 財界通信社 1993
- 『情報通信リエンジニアリング』増沢孝吉共著 講談社 1994
- 『ITビジネスモデル・日米ウォーズ』今村勝征共著 実業之日本社 2000
- 『日本の情報システムリーダー50人 ビジネス戦略とIT活用の実例』監修 ソフトバンククリエイティブ 2006
- 『成功への熱い思いを君に 早稲田大学公開講座より中継 起業家11人からのメッセージ』熊谷正寿共プロデュース かんき出版 2007
- 『CIO学 IT経営戦略の未来』須藤修,工藤裕子,後藤玲子共編 東京大学出版会 2007
- 『シルバーICT革命が超高齢社会を救う』岩崎尚子共著 毎日新聞社 2011
- 『超高齢社会の未来IT立国日本の挑戦』岩﨑尚子共著 毎日新聞社 2014
- 『2030年日本経済復活へのシナリオ 15人のリーダーが語る日本の未来』岩﨑尚子共著 毎日新聞出版 2018

### 翻訳
- ジム・ムーア『ビル・クリントン アメリカの変革、日本への挑戦』監訳 徳間書店 1992